# Leptacis thanensis
Leptacis thanensis är en stekelart som beskrevs av Durgadas Mukerjee 1978. Leptacis thanensis ingår i släktet Leptacis och familjen gallmyggesteklar. Inga underarter finns listade i Catalogue of Life.